# Moaña
Moaña község Spanyolországban, Galiciában, Pontevedra tartományban. O Morrazo comarca (járás) négy községe közül az egyik, Bueu, Cangas és Marín községek mellett.

## Földrajza

### Fekvése
Az Atlanti-óceán partján, a Vigói-öbölben, Vigóval szemben, a Faro hegy lábánál, a Morrazo-félszigeten található.

### Éghajlata
Moaña éghajlata óceáni éghajlat, amelyre sok csapadék és alacsony évi hőingás jellemző.
| Hónap                                   | Jan. | Feb. | Már. | Ápr. | Máj. | Jún. | Júl. | Aug. | Szep. | Okt. | Nov. | Dec. | Év   |
| --------------------------------------- | ---- | ---- | ---- | ---- | ---- | ---- | ---- | ---- | ----- | ---- | ---- | ---- | ---- |
| Átlagos max. hőmérséklet (°C)           | 11,9 | 13,3 | 15,7 | 16,6 | 18,8 | 22,5 | 24,4 | 24,7 | 22,8  | 18,8 | 14,9 | 12,4 | 18,1 |
| Átlaghőmérséklet (°C)                   | 8,6  | 9,6  | 11,5 | 12,4 | 14,6 | 17,9 | 19,6 | 19,8 | 18,3  | 15,0 | 11,5 | 9,3  | 14,0 |
| Átlagos min. hőmérséklet (°C)           | 5,4  | 5,8  | 7,3  | 8,2  | 10,4 | 13,2 | 14,8 | 15,0 | 13,8  | 11,2 | 8,2  | 6,3  | 10,0 |
| Átl. csapadékmennyiség (mm)             | 208  | 162  | 141  | 157  | 127  | 62   | 44   | 45   | 102   | 231  | 246  | 262  | 1787 |
| Átl. páratartalom (%)                   | 84   | 78   | 73   | 73   | 73   | 71   | 71   | 71   | 74    | 81   | 84   | 84   | 76   |
| Havi napsütéses órák száma              | 114  | 131  | 178  | 193  | 228  | 273  | 296  | 287  | 212   | 154  | 112  | 101  | 2279 |
| Forrás: Agencia Estatal de Meteorología |      |      |      |      |      |      |      |      |       |      |      |      |      |

## Története
A félsziget, amelyen a község található már évezredek óta emberi lakosság otthona volt. Régészek i.e. 3000-ből származó nyílhegyeket, fejszéket és harangedényeket fedeztek fel. Az első lakosok feltehetően délről, a mai Portugália területéről vándoroltak a mai község helyszínére. A morrazoi leletek felfedezése fontos volt az őskori Galicia kutatásában, hiszen először találtak települések nyomaira, amelyeket összeköttetésbe hozhatták a már korábban felfedezett falfestményekkel. Később, a vaskorban, megjelentek az észak-ibériai keltákra jellemző, castronak nevezett kezdetleges földvárak. Ezeket a védelmi építményeket később a Római Birodalom is felhasználta.
A népvándorláskorban a helyi kelta népekhez csatlakoztak a germán vizigótok és szvébek, akik a középkor kezdetére saját királyságokat alapítottak és kereszténységre tértek és ebben az időszakban alakultak ki az egyházmegyeék és parókiák; a középkorra Moaña területe egyházi föld lett. Már 570-ben említik O Morrazo területét, mint közigazgatási területet, ami Iria Flvia és Santiago de Compostela püspökségeihez tartozott. A 7. században normannok támadásai miatt elnéptelenedett a partvidék és megszűnt a helyi halászat, ami már a római kor óta folyt a térségben. Ez a népességi és gazdasági hanyatlás a 12. századik tartott, amikor is Gelmírez érsek megszervezte a partvonal védelmét. Ez lehetővé tette ismét a népességnövekedést és a gazdasági fejlődést. Ekkoriban épült két templom is Moañában: a Szent Márton és Szent János templomok.
A legkiemelkedőbb történelmi esemény, amiben Moaña részt vett és a közvetlen közelében zajlott, az a Vigoi-öböl csatája 1702. október 23-án amikor a spanyol örökösödési háború folyamán az angol és holland szövetséges flotta vereséget mért a francia-spanyol hajókra. 100 évvel később, 1809-ben moañai felkelők részt vettek a spanyol függetlenségi háborúban. A 19. század elején a parlamenti rendszer kezdetével kialakult a község választási rendszere is. 1813-ban létrejön Moaña városi tanácsa, de azt VII. Ferdinánd abszolutista uralkodása alatt feloszlatták. 1836. november 30-áig kellett várni ahhoz, hogy a területen új közigazgatás alakuljon ki és újraalapuljon a városi tanács. Ebben az időszakban a helység egyre inkább a vízpart irányába épült, ami a fő bevételét jelentette. A móló és az infrastruktúra kiépítése során jelentős urbanizáció ment végbe. ennek következtében a 20. század első felében, Második Köztársaság során erősek voltak a (elsősorban halászati) szakszervezetek, amivel a Munka Nemzeti Konföderációja (CNT) is képviseltette magát. A polgárháborút követően a megtorlások miatt sokan emigráltak az Egyesült Államokba és Európa más országaiba.

## Turizmus
Fontos idegenforgalmi hely, kihasználja a Cangas által vonzott turizmust. A parton sok strand található. Kagylókat, osztrigákat és más fajokat is tenyésztenek. Ideális hely a gyakorló tengeri sporttevékenységekhez. Moañában jelentős kulturális élet van, amelynek csúcspontjai a Morrazói Interkelta Fesztivál, a karneválhét és számos más helyi ünnep. A daimoi és fragai golfpályák sok turistát szórakoztatnak.

## Sport
A legnépszerűbb sport az az evezés. Két egyesület, a meirai S.D. Samertolameu és az S.D. Tirán versenyeznek a legmagasabb kategóriákban.

## Testvérvárosai
- San Martín de Trevejo, Spanyolország

## Híres emberek
- Casto Méndez Núñez, spanyol altengernagy
- Santiago Castroviejo(wd), botanikus
- Xil Ríos, énekes
- Celso Parada Fernández, színész
- Xose Manuel Budiño, Rapper és a híres galíciai zenész
- Iván Costa Blanco, zenész (dudás)
- Anxo Lorenzo, zenész (dudás)
- Xavier Blanco, zenész
- Jonathan Aspas, labdarúgó
- Iago Aspas, labdarúgó
- Dani Rivas, motorversenyző

## Népesség
A település lakosságának változását az alábbi diagram mutatja:
| Lakosok száma | 18 026 | 18 396 | 18 587 | 19 014 | 19 291 | 19 365 | 19 439 | 19 399 | 19 474 | 19 315 |
|               | 2001   | 2004   | 2007   | 2009   | 2012   | 2014   | 2017   | 2019   | 2022   | 2024   |

## Politika és önkormányzat
| A 2019. május 26-ai önkormányzati választások eredménye Moañaban |            |              |             |
| Név                                                              | Szavazatok | Százalékosan | Tanácstagok |
| Galiciai Nacionalista Blokk                                      | 4.175      | 40.63%       | 7           |
| Galiciai Néppárt                                                 | 3.342      | 32.52%       | 6           |
| Galiciai Szocialista Párt                                        | 1.700      | 16.54%       | 3           |
| Moañai Független Koalíció                                        | 1.059      | 10.31%       | 1           |

### Parókiák
Moañához öt parroquia (spanyol vallási-közigazgatási egység) tartozik:
- San Pedro de Domaio (Szent János templomhoz)
- Santa Eulalia de Meira (Szent Eulalia templomhoz)
- San Martiño de Moaña (Szent Márton templomhoz)
- Virxe do Carme de Moaña (Kármel-hegyi Miasszonyunk templomhoz)
- San Xuán de Tirán (Szent János templomhoz)

## Fordítás
Ez a szócikk részben vagy egészben  a   Moaña című angol Wikipédia-szócikk fordításán alapul.  Az eredeti cikk szerkesztőit annak laptörténete sorolja fel. Ez a jelzés csupán a megfogalmazás eredetét és a szerzői jogokat jelzi, nem szolgál a cikkben szereplő információk forrásmegjelöléseként.